# Carex breviaristata
Carex breviaristata är en halvgräsart som beskrevs av Kun Tsun Fu. Carex breviaristata ingår i släktet starrar, och familjen halvgräs. Inga underarter finns listade i Catalogue of Life.